# Дем
Дем (фр. Deyme) насеље је и општина у јужној Француској у региону Миди Пирене, у департману Горња Гарона која припада префектури Тулуз.
По подацима из 2011. године у општини је живело 858 становника, а густина насељености је износила 121,7 становника/km². Општина се простире на површини од 7,05 km². Налази се на средњој надморској висини од 226 метара (максималној 275 m, а минималној 148 m).

## Демографија
| 1962. | 1968. | 1975. | 1982. | 1990. | 1999. | 2011. |
| ----- | ----- | ----- | ----- | ----- | ----- | ----- |
| 164   | 193   | 260   | 430   | 652   | 835   | 858   |

График промене броја становника у току последњих година